# IC 2783
IC 2783 ist eine Galaxie vom Hubble-Typ S im Sternbild Löwe auf der Ekliptik. Sie ist schätzungsweise 411 Millionen Lichtjahre von der Milchstraße entfernt.
Das Objekt wurde am 27. März 1906 vom deutschen Astronomen Max Wolf entdeckt.